# Convocações para a Copa Ouro da CONCACAF de 2015
Esta página apresenta os jogadores convocados para a Copa Ouro da CONCACAF de 2015. A lista final contendo os 23 jogadores convocados precisa ser entregue até 27 de junho de 2015. Três dos convocados precisam ser goleiros. Equipes que se classificarem para as quartas de final tem o direto de substituir até seis jogadores.

## Grupo A

### Haiti
Convocação anunciada em 23 de junho de 2015.

### Honduras
Convocação anunciada em 18 de junho de 2015.

### Panamá
Convocação anunciada em 22 de junho de 2015.

### Estados Unidos
Convocação anunciada em 23 de junho de 2015.

## Grupo B

### Canadá
Convocação anunciada em 23 de junho de 2015.

### Costa Rica
Convocação anunciada em 22 de junho de 2015.

### El Salvador
Convocação anunciada em 22 de junho de 2015.

### Jamaica
Convocação anunciada em 23 de junho de 2015.

## Grupo C

### Cuba
Convocação anunciada em 22 de junho de 2015.

### Guatemala
Convocação anunciada em 22 de junho de 2015.

### México
Convocação anunciada em 12 de junho de 2015.

### Trinidad e Tobago
Convocação anunciada em 22 de junho de 2015.